# Holiday Land
Holiday Land er en amerikansk animeret kortfilm fra 1934 lavet af Screen Gems, som den første film i deres Color Rhapsody-serie.
Filmen var nomineret til en Oscar for bedste korte animationsfilm i 1935